# Laoshu Ai Dami
Laoshu Ai Dami (en chino simplificado: 老鼠爱大米, en chino tradicional: 老鼠愛大米, en español: Los ratones aman el arroz) es una canción popular china de 2004 escrita por Yang Chengang —cantante y compositor de canciones nacido en Wuhan (provincia de Hubei) el 18 de febrero de 1979) que ganó popularidad por toda Asia vía internet.

## Música
Una de las principales atracciones de la canción es su pegadizo estribillo con la letra: Te amo, te amo / como los ratones aman el arroz). Esta canción fue una de las primeras grandes descargas en China, Taiwán, Hong Kong, Indonesia, Malasia y Singapur.